# Сан Пјетро ин Гвардијано (Форли-Чезена)
Сан Пјетро ин Гвардијано (итал. San Pietro in Guardiano) је насеље у Италији у округу Форли-Чезена, региону Емилија-Ромања.
Према процени из 2011. у насељу је живело 120 становника. Насеље се налази на надморској висини од 16 м.